# Manettia utopia
Manettia utopia är en måreväxtart som beskrevs av Herbert Fuller Wernham. Manettia utopia ingår i släktet Manettia och familjen måreväxter.
Artens utbredningsområde är Colombia. Inga underarter finns listade i Catalogue of Life.